# كافيتا ياداف
كافيتا ياداف (بالإنجليزية: Kavita Yadav) هي لاعبة رماية هندية، ولدت في 1986 في بنغالور في الهند.

## روابط خارجية
- كافيتا ياداف على موقع الاتحاد الدولي (الإنجليزية)